# Ongudaj
Ongudaj (oroszul Онгудай, dél-altaji nyelven Оҥдой) járási székhely Oroszországban, az Altaj köztársaságban.

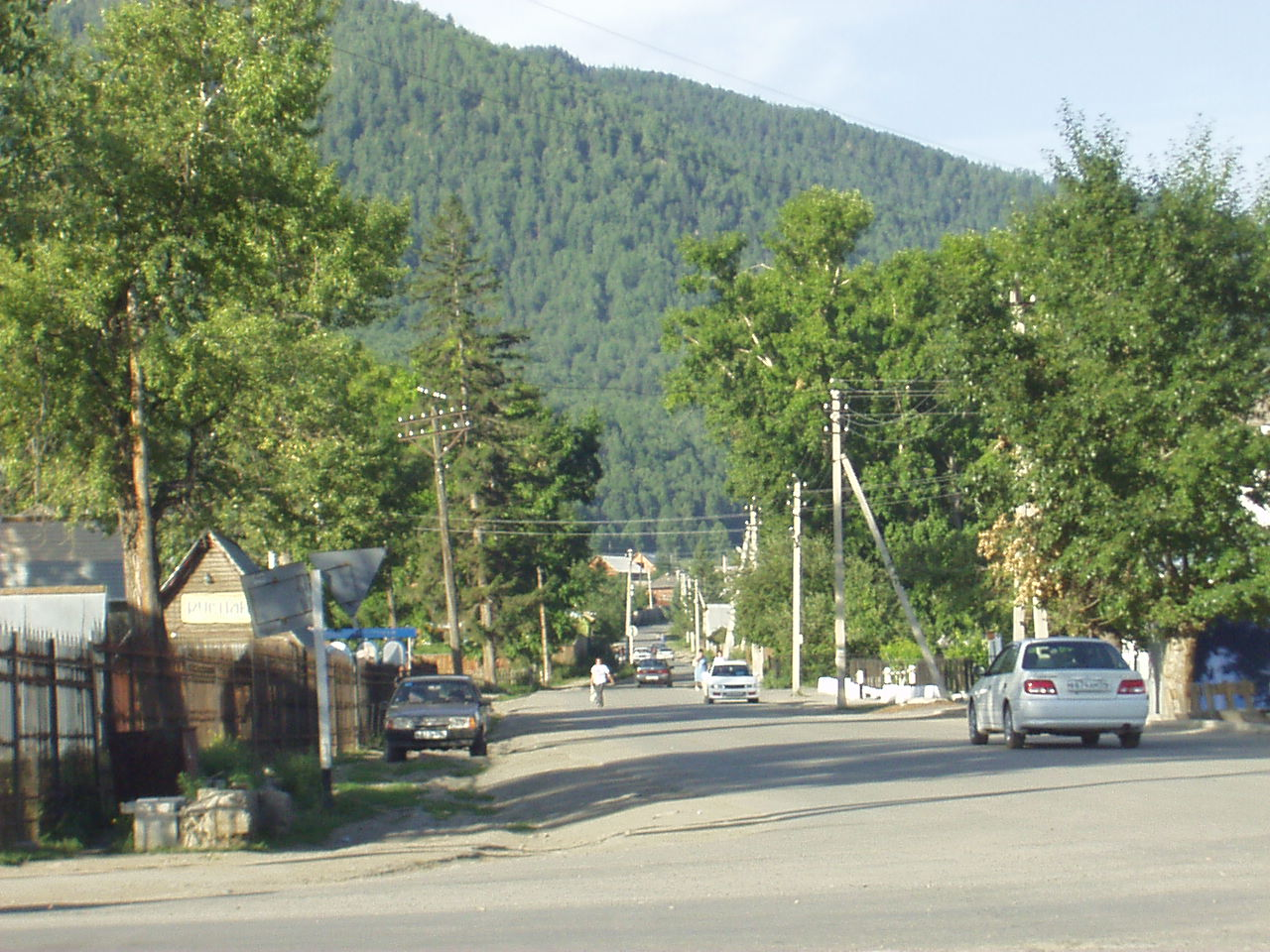
Utcarészlet

## Lakossága
- 1989-ben 5399 lakosa volt.
- 2002-ben 5376 lakosa volt.
- 2010-ben 5655 lakosa volt, akik főleg altajok és oroszok.